# Anandrus infelix
Genre
Synonymes
- Elucus infelix Petrunkevitch, 1950

Anandrus infelix est une espèce fossile d'araignées aranéomorphes de la famille des Synotaxidae.

## Distribution
Cette espèce a été découverte en Russie dans de l'ambre de la mer Baltique. Elle date du Paléogène.

## Description
Le mâle holotype mesure 2,2 mm.

## Systématique et taxinomie
Cette espèce a été décrite sous le protonyme Elucus infelix par Petrunkevitch en 1950. Elle est placée dans le genre Anandrus par Wunderlich en 1986.

## Publication originale
- (en) Petrunkevitch, « Baltic amber spiders in the Museum of Comparative Zoology », Bulletin of the Museum of Comparative Zoology, 1950, vol. 103, no 5, p. 257–337 (texte intégral).